# Linea di sangue (film 1997)
Linea di sangue è un film thriller del 1997 interpretato da Dennis Quaid, Danny Glover, Jared Leto, e R. Lee Ermey. Il film è ambientato a San Juan Mountains nel Colorado e ad Amarillo nel Texas, Stati Uniti.

## Trama
L'agente dell'FBI Frank LaCrosse (Dennis Quaid), ha il compito di rintracciare un serial killer, ma quando il killer rapisce il suo giovane figlio, il caso gli viene tolto dai suoi superiori che ritengono che questo inaspettato sviluppo possa distruggere la sua obiettività. In questo modo, però, Frank è maggiormente motivato a catturare il killer e si aggrega ad un dipartimento di polizia di una piccola città per continuare la sua indagine. Nel frattempo, un autostoppista chiamato Lane Dixon (Jared Leto), viene caricato da Bob Goodall (Danny Glover), una persona affabile. Il film si alterna tra l'indagine di Frank e la storia dei due viaggiatori. Diventa facilmente chiaro che o Bob o Lane è il killer e che l'altro è in pericolo mortale, ma il film appositamente confonde le idee dello spettatore per rivelare solo alla fine l'identità del killer.